# Luke Farritor
 (février 2025).
La mise en forme du texte ne suit pas les recommandations de Wikipédia : il faut le « wikifier ».
Les points d'amélioration suivants sont les cas les plus fréquents. Le détail des points à revoir est peut-être précisé sur la page de discussion.
- Les titres sont pré-formatés par le logiciel. Ils ne sont ni en capitales, ni en gras.
- Le texte ne doit pas être écrit en capitales (les noms de famille non plus), ni en gras, ni en italique, ni en « petit »…
- Le gras n'est utilisé que pour surligner le titre de l'article dans l'introduction, une seule fois.
- L'italique est rarement utilisé : mots en langue étrangère, titres d'œuvres, noms de bateaux, etc.
- Les citations ne sont pas en italique mais en corps de texte normal. Elles sont entourées par des guillemets français : « et ».
- Les listes à puces sont à éviter, des paragraphes rédigés étant largement préférés. Les tableaux sont à réserver à la présentation de données structurées (résultats, etc.).
- Les appels de note de bas de page (petits chiffres en exposant, introduits par l'outil «  Source ») sont à placer entre la fin de phrase et le point final[comme ça].
- Les liens internes (vers d'autres articles de Wikipédia) sont à choisir avec parcimonie. Créez des liens vers des articles approfondissant le sujet. Les termes génériques sans rapport avec le sujet sont à éviter, ainsi que les répétitions de liens vers un même terme.
- Les liens externes sont à placer uniquement dans une section « Liens externes », à la fin de l'article. Ces liens sont à choisir avec parcimonie suivant les règles définies. Si un lien sert de source à l'article, son insertion dans le texte est à faire par les notes de bas de page.
- La présentation des références doit suivre les conventions bibliographiques. Il est recommandé d'utiliser les modèles {{Ouvrage}}, {{Chapitre}}, {{Article}}, {{Lien web}} et/ou {{Bibliographie}}. Le mode d'édition visuel peut mettre en forme automatiquement les références.
- Insérer une infobox (cadre d'informations à droite) n'est pas obligatoire pour parachever la mise en page.

Pour une aide détaillée, merci de consulter Aide:Wikification.
Si vous pensez que ces points ont été résolus, vous pouvez retirer ce bandeau et améliorer la mise en forme d'un autre article.
 (février 2025).
Luke Farritor (né en 2001) est un ingénieur logiciel américain qui travaille actuellement au Département de l'Efficacité gouvernementale (DOGE,).

## Jeunesse et formation
Luke est le fils de Shane Farritor, professeur à l’Université du Nebraska à Lincoln originaire de Ravenna, dans le Nebraska.
En 2023, il effectue un stage chez SpaceX.
La même année, il remporte un prix de 40 000 $ dans le cadre du Vesuvius Challenge pour avoir utilisé l’intelligence artificielle afin de déchiffrer dix lettres d’un des papyrus d’Herculanum,. Le programme d’IA de Farritor a segmenté les images du manuscrit carbonisé en carrés de 100 pixels par 100 pixels pour identifier les caractères écrits à l’encre,,. En février 2024, Farritor et deux autres compétiteurs avec lesquels il s’était associé ont remporté le grand prix de 700 000 $ pour avoir révélé plus de 2 000 caractères supplémentaires,.
Farritor étudie l’informatique à l’Université du Nebraska à Lincoln, avant d’abandonner ses études pour devenir bénéficiaire de la bourse Thiel en 2024.

## Carrière
Farritor est nommé au Département de l'Efficacité gouvernementale en 2025 et fait partie d’un groupe de jeunes âgés de 19 à 24 ans au sein de cette agence. Farritor possède actuellement une adresse e-mail de l'Administration des services généraux (GSA) et un niveau d’autorisation A-suite, avec un accès à tous les espaces physiques et systèmes informatiques de la GSA, selon Wired. Il est également ingénieur exécutif au bureau du secrétaire des Services de santé et humains. CNN rapporte le 6 février 2025 que le secrétaire à l’Énergie Chris Wright a ce jour-là accordé à Farritor l’accès aux systèmes informatiques du département.